# Giorgi Gajaria
Giorgi Gajaria (en georgiano: გიორგი გახარია, 19 de marzo de 1975) es un político georgiano. Desde septiembre de 2019 hasta febrero de 2021 fue el primer ministro de Georgia tras la dimisión de Mamuka Baktadze. Anteriormente fue ministro del Interior y vice primer ministro de Georgia. Desde mayo hasta septiembre de 2019 es secretario del Consejo de Seguridad Nacional.

## Biografía
Cursó estudios de Historia en la Universidad Estatal de Tiflis Ivane Javakhishvili (1992-1994) y posteriormente se trasladó a la Universidad Estatal de Moscú Lomonosov realizando una maestría en ciencias políticas. En 2002-2004 estudió en la Escuela Superior de Negocios de la Universidad Estatal de Moscú Lomonosov. De 2006-2009 fue profesor invitado de Biotecnología Aplicada en la Universidad Estatal de Moscú .  
Antes de llegar a la política vivió la realidad del mundo empresarial. De 2004 a noviembre de 2008, Gakharia trabajó como director general del Grupo SFK; desde noviembre de 2008 hasta febrero de 2013, ocupó el cargo de Director de Desarrollo para Europa del Este y países de la Comunidad de Estados Independientes y la Federación de Rusia de Lufthansa.

### Trayectoria política

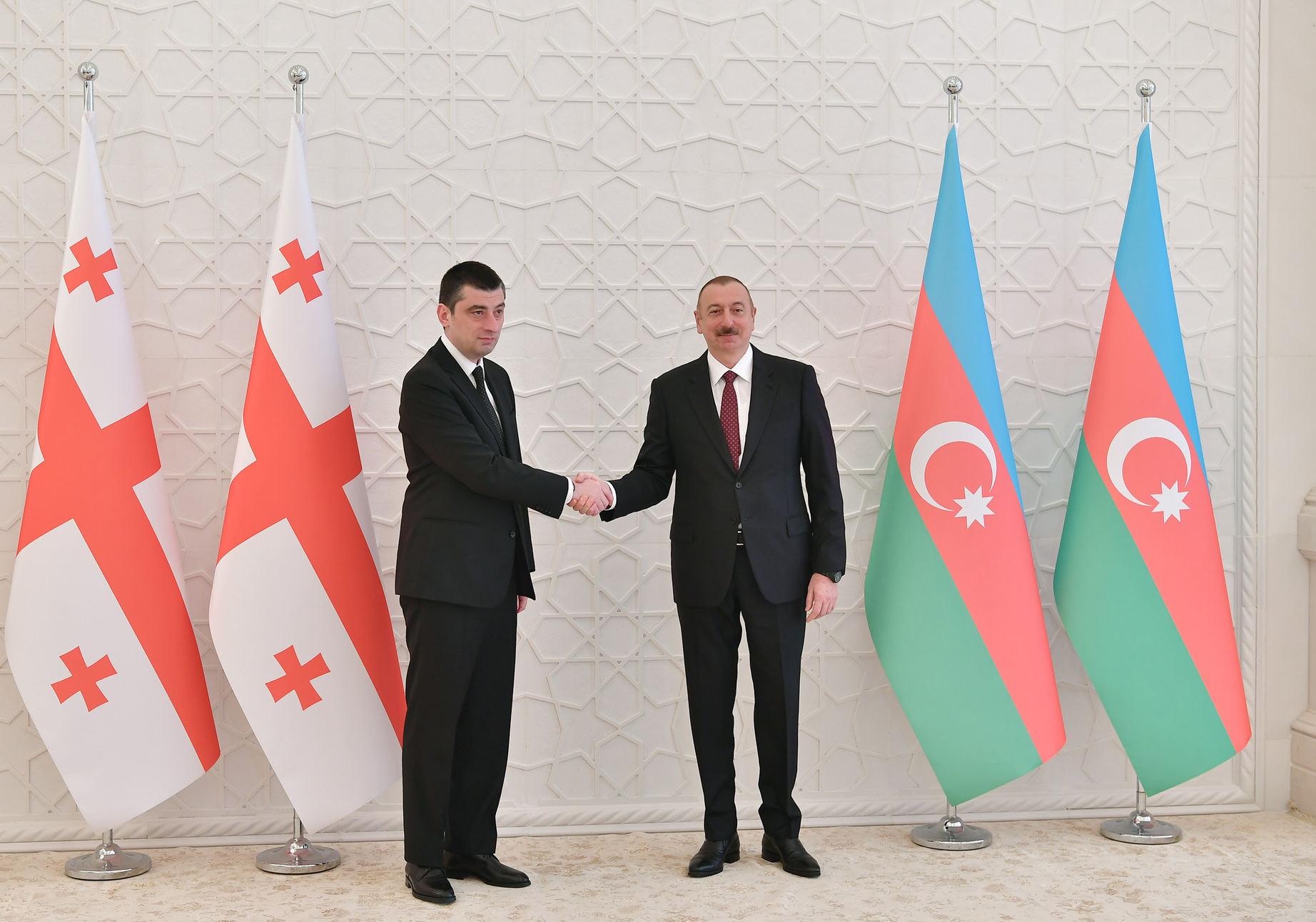
Giorgi Gaharia y Ilham Aliyev

Regresó a Georgia en 2013 y fue invitado por el Gobierno de Sueño Georgiano  a desempeñarse como Defensor del Empresario de Georgia. Asumió el cargo hasta julio de 2016.   
Sirvió como secretario del Consejo Económico del Gobierno y luego como ministro de Desarrollo Económico. El 13 de noviembre de 2017, Giorgi Gakharia fue nombrado Ministro del Interiory Viceprimer Ministro. En mayo de 2019 fue nombrado además secretario del Consejo de Seguridad y en septiembre de 2019 fue nombrado Primer Ministro. 
Gajaria está considerado como un político próximo al multimillonario Bidzina Ivanishvili, que fue jefe del Gobierno en 2012 y 2013 y considerado el "gobernante en la sombra" de Georgia.

## Controversias
La oposición exigió su renuncia tras reprimir duramente una protesta frente al Parlamento el 21 de junio de 2019, acciones iniciadas cuando un diputado ruso tomó la palabra en el Parlamento de Georgia.
Gajaria fue propuesto en el cargo de Primer Ministro el 3 de septiembre de 2019, para reemplazar a Mamuka Bakhtadze, quien había renunciado el día anterior. La nominación de Gajdaria fue controvertida y algunos partidos de oposición abandonaron el debate parlamentario rechazando su candidatura. Se trató solo un gesto simbólico por el partido Sueño Georgiano tiene mayoría absoluta en el Parlamento y su nominación fue aprobada por los 98 diputados presentes miembros del partido en el poder.